# The Midnight Mover
The Midnight Mover är ett musikalbum av Wilson Pickett som lanserades 1968 på Atlantic Records. Pickett skrev många av skivans låtar med Bobby Womack, bland annat albumets huvudlåt "I'm a Midnight Mover" som nådde topp 40-placering som singel både i Storbritannien och USA. På skivan återfinns också en av Picketts mest udda inspelningar, "Deborah" där refrängen sjungs på italienska!

## Låtlista
(kompositörens efternamn inom parentes)
1. "I'm a Midnight Mover" (Pickett, Womack) - 2:26
2. "It's a Groove" (Womack, Womack) - 2:51
3. "Remember, I Been Good to You" (Carter, Tynes, Womack) - 3:00
4. "I'm Gonna Cry" (Covay, Pickett) - 2:20
5. "Deborah" (Conte, Pallavicini, Sigman) - 3:09
6. "I Found a True Love" (Pickett, Womack) - 2:24
7. "Down by the Sea" (Pickett) - 2:56
8. "Trust Me" (Womack) - 3:12
9. "Let's Get an Understanding" (Carter, Pickett, Womack) - 2:11
10. "For Better or Worse" (Mancha, Pickett) - 2:53

## Listplaceringar
- Billboard 200, USA: #91[1]
- Billboard R&B Albums: #10